# Міжнародні мережі (телефоний код)
Міжнародні мережі — ім'я надане Міжнародним телекомунікаційним союзом мережам з телефонними кодами 882 та 883, що надають послуги без прив'язки до однієї країни. Оператори супутникового телефонного зв'язку мають окремий телефонний код. Європейським операторам, згідно з European Telephony Numbering Space (ETNS), виділений код 388.